# Вехби Кикај
Вехби Кикај (алб. Vehbi Kikaj; Доње Љупче, Косово, 24. фебруар 1942 — 1986) је био југословенски писац и песник албанске националности.

## Живот и рад
Вехби Кикај је рођен 1942. године у селу Доње Љупче, недалеко од Приштине. Основну школу је завршио у родном месту, учитељску школу и Филолошки факултет у Приштини.Прве књижевне радове објавио је као ученик средње школе. Писао је искључиво за децу, а објавио је релативно мало, око 125 песама сакупљених у три збирке, неколико приповедака и роман „Sarajet e bardha“ (Бели сараји).
Кикај је дао велики допринос развоју дечје књижевности и на албанском језику у Југославији, не само својим радовима модерног израза већ и као дугогодишњи уредник листа „Пионери“, као и дечјег подлистка Рилиндје.
За своје стваралаштво добио је више признања.
Вехби Кикај је умро марта месеца 1986. године, у четрдесет и четвртој години живота.

## Књиге песма
- „“ (Извори)
- „“ (Сребрна птица)
- „“ (Моја кућа има очи)

## Дела преведена на српски
- Продавница росе (1984, Јединство, Приштина)
- Песници за вас - антологија (међу њима и песме Вехбија) (1985, Нолит, Просвета)
- Бели двори/Бијели сараји (више издања) једина књига неког албанског писца која се и данас препоручује у српским школама за такмичења попут Читалачке значке и Читалића[2]

## Извор
- Вехби Кикај, „Бијели сараји“, Свијетлост, Сарајево, 1989. године